# 在华俄租界
从19世纪末到20世纪初，俄罗斯帝国曾经在中国的2个港口城市中开辟过专管租界：汉口俄租界、天津俄租界。
这2个在华俄租界都开辟于19世纪末、20世纪初。中日甲午战争后，俄国以“迫日还辽（东半岛）”有“功”，向清政府索取租界，于1896年开辟了汉口俄租界。1900年八国联军占领期间，1900年又开辟了天津俄租界，2个在华俄租界的开辟时间相隔4年。
这2个在华俄租界的规模相差悬殊。汉口俄租界面积为414亩，而天津俄租界面积超过5000亩。
这2个在华俄租界都没有经历过扩展。
这2个在华俄租界都在第一次世界大战结束后的1920年9月被中国政府接管，到1924年《中俄解决悬案大纲协定》签订后正式收回，分别改为天津特别行政区第三区和汉口第二特别区。
汉口俄租界介于汉口英租界与汉口法租界之间，地理位置优越，发展为汉口的娱乐商业区和高级住宅区，有不少各国上流社会人士定居此处。而天津俄租界由于开辟较迟，位于偏僻的河东区，虽然占地广阔，始终未能繁盛起来，仅有少数其他国家的商人在界内设立仓库等，后来形成天津主要的工业及仓储区。
汉口俄租界所在地至今大体仍保持旧日风貌，保存有不少租界时代遗留的建筑。而天津俄租界所在地原有高质量建筑甚少，河东区后来形成工业区，遗留的少量建筑淹没在大片工厂中。